# Hamove, Veselînove
Hamove (în ucraineană Гамове) este un sat în comuna Kubreakî din raionul Veselînove, regiunea Mîkolaiiv, Ucraina.

## Demografie
Componența lingvistică a localității Hamove
     Ucraineană (97,09%)
     Rusă (1,16%)
     Română (1,16%)
     Alte limbi (0,59%)
Conform recensământului din 2001, majoritatea populației localității Hamove era vorbitoare de ucraineană (97,09%), existând în minoritate și vorbitori de rusă (1,16%) și română (1,16%).